# Bikku Bitti
Bikku Bitti est une montagne de Libye située à proximité de la frontière avec le Tchad, dont le sommet (2 267 mètres) constitue le point culminant du pays. Elle fait partie du massif du Tibesti.